# Madschūs
Der Ausdruck Madschūs (arabisch مجوس, DMG Maǧūs) bezeichnete ursprünglich Anhänger des Zoroastrismus, insbesondere Priester oder Mager bzw. „Magier“. Er schloss aber auch die übrigen iranischen Religionen ein. Das Wort erscheint in dieser Bedeutung im Koran in Sure 22:17.
Im übertragenen Sinn wurde auch die heidnische Bevölkerung des muslimischen Spaniens Madschūs genannt. Dieser erweiterte Wortgebrauch ist synonym zum lateinischen paganus (heidnisch). In Texten arabischer Historiker und Geographen aus dem Maghreb und dem muslimischen Spanien wurden auch die Wikinger, die die dortigen Küsten mehrfach überfielen, als Madschūs bezeichnet.
In irakischer Propagandaliteratur der 1980er Jahre sollte die Verwendung des Begriffs Madschūs in polemischer Absicht Iraner als unechte Muslime verunglimpfen.